# 67式通用机枪
1967年式通用機槍（簡稱67式機槍）由1959年開始研製，在1967年推出，1970年裝備中國人民解放軍的7.62毫米口徑通用機槍。

## 設計
67式通用機槍是中華人民共和國在1960年代以DP輕機槍衍生型RP-46輕機槍作為基礎，並參考多種當時先進的通用機槍後，加以一些現代化的改良。
67式發射7.62×54毫米彈藥，彈鏈由機匣右邊進入，彈殼在左邊排出，設有氣體調節器，射手可自行調節以應付不同的戰場環境。
67式除可裝在三腳架上用作重機槍，亦可作防空用途。
67式的主要缺點為射擊穩定性差、槍管容易過熱、槍管摩擦力過大以致初速度降低、故障率過高，這些缺點在生產67-1式時有所改善。

## 歷史
67式曾是中國人民解放軍步兵的制式通用機槍之一，以替代當時種類過多的中型機槍和某些輕機槍，如53式中型機槍、57式中型機槍以及58式連級機槍等。
67式與改進型67-1式亦有對外輸出到越南等第三世界國家。

## 改進型

### 67-1式

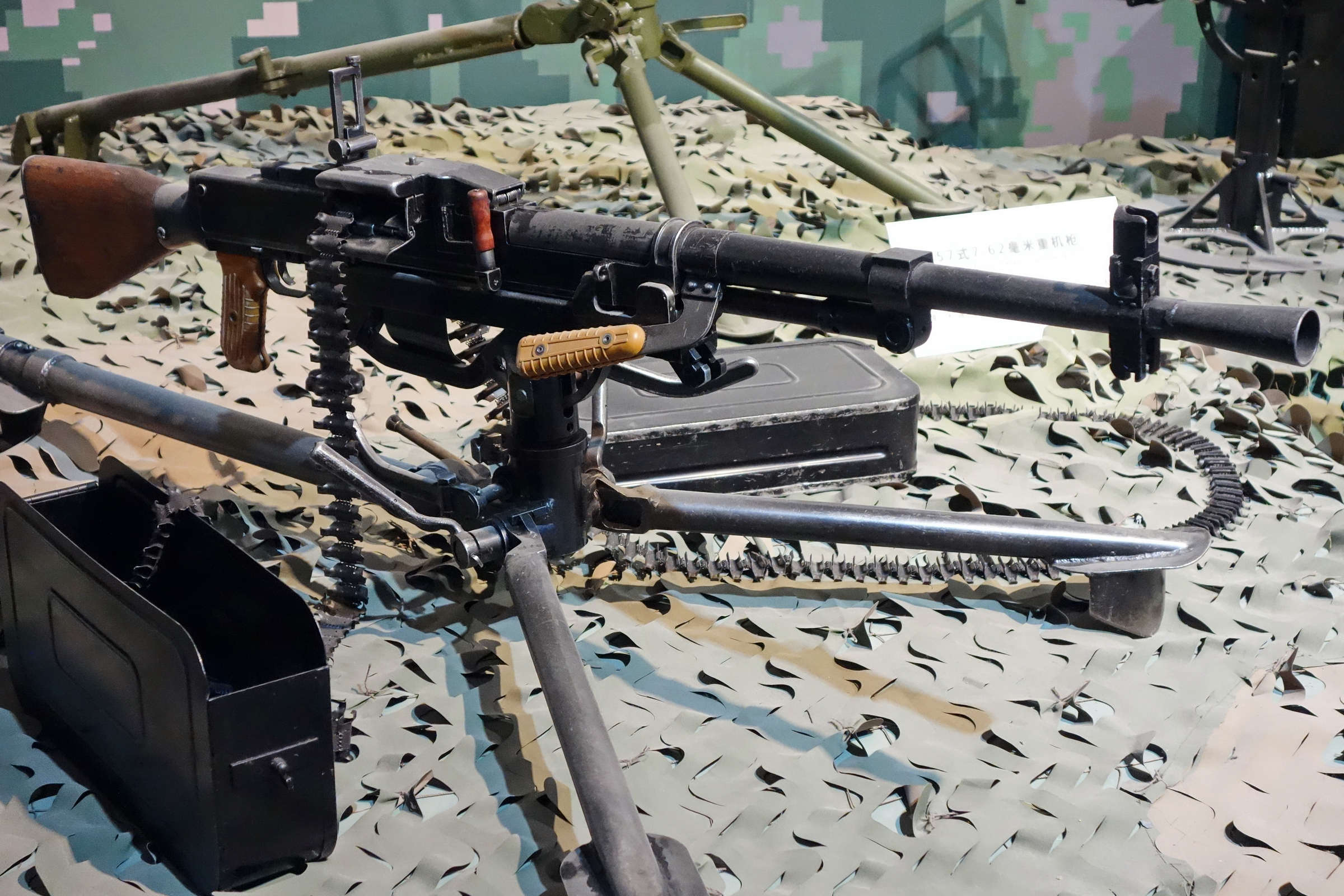
67-1式机枪

67-1式重機槍是67式通用機槍的改進型，改進67式射擊穩定性差、槍管容易過熱、槍管摩擦力過大以致初速度降低、故障率過高等問題。在1978年設計，1980年生產。
解放軍把67-1式作重機槍用途，所以稱其為重機槍。
67-1式重機槍增大了拋殼口、加厚槍管、進彈口加裝滾輪令供彈順暢，機匣左則加裝瞄準鏡座（與PK／PKM位置相同），另外亦降低了射速以提高連發準確度。

### 67-2式
67-2式通用機槍的67式的第二代改進型，在1979年12月開始研製，1982年1月生產。
67-2式的槍管提把位置可調，兩腳架亦有所改進。

## 使用者
- 阿尔及利亚
- 中华人民共和国
- 伊拉克
- 利比亞
- 土耳其
- 越南
- 葉門
- 尚比亞